# 真嶋杏次
真嶋杏次，日本插畫家。常以鴉丸忠次的名義從事插圖活動。本職為遊戲開發者。特徵是為角色插圖融入緻密、美麗的色彩和可愛的畫風。

## 主要相關作品

### 遊戲
- 真嶋杏次名義－主要和插畫家一起活動。
  - LORD of VERMILION（日语：LORD of VERMILION）（史克威爾艾尼克斯）
  - （南夢宮）
  - Monster Collection（Broccoli）

### 書籍
- Sword World 2.0（日语：ソードワールド2.0）（Group SNE（日语：グループSNE））

## 外部連結
- chuuji （页面存档备份，存于） （日語）－真嶋杏次的個人官方網站。